# اوسوی
اوسوی (به لاتین: Oussouye Department) یک منطقهٔ مسکونی در سنگال است که در منطقه زیگینچور واقع شده‌است. اوسوی ۸۹۱ کیلومتر مربع مساحت و ۴۸٬۳۳۲ نفر جمعیت دارد.